# Danilo Kiš

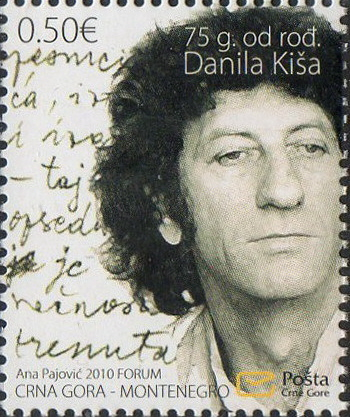
Danilo Kiš in un francobollo del Montenegro del 2010

Danilo Kiš (Subotica, 22 febbraio 1935 – Parigi, 15 ottobre 1989) è stato uno scrittore jugoslavo.

## Biografia
Nacque a Subotica, in Voivodina (Regno di Jugoslavia), figlio di un ispettore ferroviario ungherese di religione ebraica e di Milica Kiš (Nata Dragičević) una montenegrina di Cettigne. Durante la seconda guerra mondiale egli perse suo padre e diversi altri membri della sua famiglia, che morirono in diversi campi nazisti.
Trascorse assieme alla madre e alla sorella maggiore il periodo bellico in Ungheria, concluso il quale si trasferì in Montenegro, a Cettigne, dove Kiš concluse gli studi superiori nel 1954.
Kiš studiò letteratura all'Università di Belgrado, laureandosi nel 1958 e completando per primo un corso in letterature comparate. Divenne un importante redattore della rivista Vidici, dove lavorò fino al 1960. Nel 1962 pubblicò le prime due novelle, Mansarda e Psalam 44. Kiš ricevette il prestigioso premio letterario NIN (Nedeljne informativne novine) per il suo Peščanik ("La clessidra") nel 1973, che restituì pochi anni dopo per una disputa politica.
In seguito ricevette diversi premi nazionali ed internazionali sia per le sue opere di prosa che di poesia. Visse per gran parte della sua vita a Parigi, lavorando come lettore universitario.
Kiš fu sposato con Mirjana Miočinović dal 1962 al 1981. Dopo la separazione, visse assieme a Pascale Delpech fino alla morte per cancro del polmone a Parigi.
Scrittore di grande valore, è considerato uno dei maggiori narratori jugoslavi del XX secolo. Traduttore dal francese, russo e ungherese, Kiš ha insegnato lingua e letteratura serbo-croata nelle università di Strasburgo, Bordeaux e Lilla. 

## Opere
- Mansarda: satirična poema, 1962. [romanzo scritto nel 1960]
- Salmo 44 (Psalm 44, 1962), traduzione di Manuela Orazi, Collana Fabula n.417, Milano, Adelphi, 2025, ISBN 978-88-459-3997-6. [romanzo]
- Giardino, cenere (Bašta, pepeo, 1965), traduzione di Lionello Costantini, Milano, Adelphi, 1986, ISBN 978-88-459-0210-9. [romanzo]
- Dolori precoci (Rani jadi: za decu i osetljive, 1970), traduzione di Lionello Costantini, Milano, Adelphi, 1993, ISBN  978-88-459-0980-1. [racconti]
- Clessidra (Peščanik, 1972), traduzione di Lionello Costantini, Milano, Adelphi, 1990. [romanzo]
- Po-etika, 1972. [saggio]
- Po-etika, knjiga druga, 1974. [interviste]
- Una tomba per Boris Davidović. Sette capitoli di una stessa storia (Grobnica za Borisa Davidoviča: sedam poglavlja jedne zajedničke povesti, 1976), traduzione di Ljiljana Avirović, Adelphi, 2005, ISBN 978-88-459-2002-8. [racconti; anche come I leoni meccanici, traduzione di Martina Novak Suffada, Milano, Feltrinelli, 1980]
- Čas anatomije, 1978. [saggio sulla scrittura e la politica nei Balcani]
- Noć i magla, 1983. [dramma teatrale]
- Homo Poeticus. Saggi e interviste (Homo poeticus, 1983), traduzione di Dunja Badnjevič, Milano, Adelphi, 2009, ISBN 978-88-459-2395-1. [saggi e interviste]
- Enciclopedia dei morti (Enciklopedija mrtvih, 1983), traduzione di Lionello Costantini, Milano, Adelphi, 1988, ISBN 978-88-459-0286-4. [racconti]
- Gorki talog iskustva, 1990. [interviste]
- Život, literatura, 1990. [interviste e saggi]
- Pesme i prepevi, 1992. [poesie]
- Il liuto e le cicatrici (Lauta i ožiljci, 1994), a cura di Mirjana Miočinović, traduzione di Dunja Badnjević, Milano, Adelphi, 2014, ISBN 978-88-459-2923-6. [racconti]
- Skladište, 1995. [testi]
- Varia, 1995. [saggi, articoli e racconti]
- Pesme, Elektra, 1995. [poesia e un adattamento del dramma Elettra]